# Rouhollah Bagheri
Rouhollah Bagheri là một tiền đạo bóng đá người Iran hiện tại thi đấu cho câu lạc bộ Iran Esteghlal ở Persian Gulf Pro League.

## Thống kê sự nghiệp câu lạc bộ
Tính đến 1 tháng 6 năm 2018.
| Câu lạc bộ          | Hạng đấu            | Mùa giải            | Giải vô địch | Giải vô địch | Cúp Hazfi | Cúp Hazfi | Châu Á  | Châu Á    | Tổng    | Tổng      |
| Câu lạc bộ          | Hạng đấu            | Mùa giải            | Số trận      | Bàn thắng    | Số trận   | Bàn thắng | Số trận | Bàn thắng | Số trận | Bàn thắng |
| ------------------- | ------------------- | ------------------- | ------------ | ------------ | --------- | --------- | ------- | --------- | ------- | --------- |
| Padideh             | Iran Pro League     | 2014–15             | 10           | 0            | 0         | 0         | –       | –         | 10      | 0         |
| Mes Kerman          | Azadegan League     | 2014–15             | 5            | 1            | 0         | 0         | –       | –         | 5       | 1         |
| Khooneh be Khooneh  | Azadegan League     | 2015–16             | 28           | 0            | 0         | 0         | –       | –         | 28      | 0         |
| Khooneh be Khooneh  | Azadegan League     | 2016–17             | 25           | 8            | 1         | 2         | –       | –         | 26      | 10        |
| Khooneh be Khooneh  | Azadegan League     | 2017–18             | 32           | 12           | 4         | 4         | –       | –         | 36      | 16        |
| Tổng cộng sự nghiệp | Tổng cộng sự nghiệp | Tổng cộng sự nghiệp | 100          | 21           | 5         | 6         | 0       | 0         | 105     | 36        |